# Putuo, Zhoushan
Putuo är ett stadsdistrikt i östra Kina, och tillhör Zhoushans stad på prefekturnivå  i provinsen Zhejiang. Det ligger omkring 210 kilometer öster om provinshuvudstaden Hangzhou. Befolkningen uppgick till 346 237 invånare vid folkräkningen år 2000, varav 146 788 invånare bodde i Shenjiamen, distriktets största ort. Putuo var år 2000 indelat i tio småstäder (zhen) och åtta bydistrikt (xiang). Distriktet omfattar en del av Zhoushanön samt ett flertal andra öar, varav de största är Liuhengön, Taohuaön och Zhujiajianön. Putuo Shan, en ö i distriktet, är en viktig plats inom den kinesiska buddhismen.